# Taça de Portugal 1997/98
Die Taça de Portugal 1997/98 war die 58. Austragung des portugiesischen Pokalwettbewerbs. Er wurde vom portugiesischen Fußballverband ausgetragen. Pokalsieger wurde der FC Porto, das sich im Finale gegen Sporting Braga durchsetzte. Der FC Porto nahm als Double-Sieger an der UEFA Champions League 1998/99 teil, der unterlegene Finalist Sporting Braga war für den Europapokal der Pokalsieger 1998/99 qualifiziert.
Alle Begegnungen wurden in einem Spiel ausgetragen. Bei unentschiedenem Ausgang wurde zur Ermittlung des Siegers eine Verlängerung gespielt. Stand danach kein Sieger fest, wurde das Spiel wiederholt, eventuell mit Verlängerung und Elfmeterschießen.

## Teilnehmende Teams
| Primeira Divisão (18) | Primeira Divisão (18) | Segunda Divisão de Honra (18) | Segunda Divisão de Honra (18) |
| --- | --- | --- | --- |
| - Académica de Coimbra - Belenenses Lissabon - Benfica Lissabon - Boavista Porto - Sporting Braga - SC Campomaiorense - GD Chaves - CF Estrela Amadora - SC Farense | - Leça FC - Marítimo Funchal - FC Porto - Rio Ave FC - SC Salgueiros - Sporting Lissabon - Varzim SC - Vitória Guimarães - Vitória Setúbal | - Académico de Viseu FC - FC Alverca - SC Beira-Mar - Desportivo Aves - SC Espinho - GD Estoril Praia - CD Feirense - FC Felgueiras - Gil Vicente FC | - FC Maia - Moreirense FC - Nacional Funchal - FC Paços de Ferreira - FC Penafiel - União Lamas - União Leiria - União Madeira - SC União Torreense |
| Segunda Divisão B (54) | | | |
| - CD Alcains - Atlético CP - FC Barreirense - CD Beja - Associação Beneditense CD - Benfica e Castelo Branco - Caldas SC - AD Camacha - CSD Câmara de Lobos - Casa Pia AC - SC Covilhã - Atlético Cucujães - O Elvas CAD - SC Esmoriz | - AD Esposende - Juventude Évora - FC Famalicão - SL Fanhões - Gondomar SC - AD Guarda - Imortal DC - FC Infesta - Leixões SC - FC Lixa - SC Lourinhanense - AD Lousada - Lusitânia Lourosa - SC Lusitânia | - AD Machico - GD Mangualde - FC Marco - Naval 1º de Maio - SC Olhanense - UD Oliveirense - Clube Oriental de Lisboa - AD Ovarense - SC Estela Portalegre - Portimonense SC - GD Ribeirão - GDRC Os Sandinenses - AD Sanjoanense | - CD Santa Clara - FC Seixal - GD Sesimbra - FC Tirsense - CD Trofense - CD Torres Novas - União de Coimbra - União de Montemor - SC Valenciano - Estrela Vendas Novas - SC Vianense - SC Vila Real - FC Vizela |
| Terceira Divisão (120) | | | |
| - RD Águeda - Águia CD - GD Águias Camarate - AC Alcanenense - Almada AC - GDR Alpalhoense - FC Amares - Âncora Praia FC - Amora FC - Anadia FC - FC Carrazeda Ansiães - CD Arrifanense - AA Avanca - GD Benavente - SC Bencatelense - CF Benfica - GDR Bidoeirense - SCE Bombarralense - GD Bragança - Caçadores Taipas - Canelas Gaia FC - CF Caniçal - SC Castêlo da Maia - AD Castelo de Vide - FC Castrense - FC Cesarense - CD Cinfães - União Futebol Comércio e Indústria - GD Coruchense - Ermesinde SC | - CD Estarreja - AD Fafe - CD Fátima - 1º de Maio Funchal - GRCD Favaios - Fayal SC - AD Fazendense - Fiães SC - SC Freamunde - AD Fornos de Algodres - Marítimo Graziosa - SC Ideal - GD Joane - Juventude Lajense - GD Lagoa - CD Operário - CF Esperança Lagos - SC Lamego - ADC Lobão - Louletano DC - GS Loures - Lusitano GC Évora - Lusitano VRSA - CA Macedo de Cavaleiros - AC Malveira - SC Maria da Fonte - CF Marialvas - AC Marinhense - CD Maximinense - GD Mealhada | - SC Mirandela - CA Mirandense - Mira Mar SC - União Micaelense - CDC Montalegre - CD Montijo - GD Nazarenos - Neves FC - AD Nogueirense - Odivelas FC - CD Olivais e Moscavide - SL Olivais - Oliveira do Bairro SC - FC Oliveira Hospital - GDRC Orvalho - Ourique DC - Padernense Clube - Palmelense FC - USC Paredes - Pedrouços AC - GD Pescadores - SC Penalva Castelo - GD Peniche - Pevidém SC - UD Pinhelenses - Sporting Pombal - AD Portomosense - CD Portosantense - SC Praiense - Real SC Queluz | - Atlético Riachense - UD Rio Maior - SC Rio Tinto - Juventude Ronfe - SG Sacavenense - GD Samora Correia - SC Dragões Sandinenses - SC Santacruzense - CRD Santaluziense - ADC Santa Marta Penaguião - UD Santarém - União Santiago do Cacém - AD São Pedro da Cova - SC São João de Ver - GD São Roque - AD São Vicente - SC Senhora da Hora - Sertanense FC - GD Serzedelo - GD Sourense - Sport União Sintrense - CD Tondela - UD Valonguense - Vasco da Gama AC - GD Vialonga - Vieira SC - CD Vila Franca - UD Vilafranquense - Vilanovense FC - SC Vila Pouca |
| Distrikte (22) | | | |
| - AD Águias Graça - GD Alcaravela - GD Alcochetense - CCR Alqueidão Serra - ACRD Ambos os Rios - GD Bairro Misericórdia | - SC Barreiro - UD Belmonte - GD Boticas - GD Gonçalo Velho - CD Gouveia - Aliados FC Lordelo | - FC Madalena - UD Messinense - UD Mourisquense - SL Nelas - CDR Penelense | - Atlético Reguengos - CD Ribeira Brava - CF Santa Iria - FC Serpa - Juventude Terrugem |

## 1. Runde
Teilnehmer waren die 120 Vereine aus der Terceira Divisão und 22 Vereine der Distriktverbände. Die Spiele fanden am 7. September 1997 statt.
|                           | Ergebnis  |                                    |
| ------------------------- | --------- | ---------------------------------- |
| Oliveira do Bairro SC     | 5:2       | AD Fornos de Algodres              |
| Neves FC                  | 6:1       | Âncora Praia FC                    |
| Juventude Ronfe           | 4:4 n. V. | Canelas Gaia FC                    |
| CD Operário               | 2:1       | União Micaelense                   |
| Padernense Clube          | 0:1       | Lusitano GC Évora                  |
| RD Águeda                 | 0:1       | CA Mirandense                      |
| CDR Penelense             | 1:2       | CD Estarreja                       |
| Juventude Lajense         | 2:1       | Marítimo Graziosa                  |
| GRCD Favaios              | 1:0       | AD Águias Graça                    |
| Pevidém SC                | 0:0 n. V. | GD Bragança                        |
| GD Pescadores             | 2:0       | CD Montijo                         |
| GD Peniche                | 2:1       | AD Nogueirense                     |
| GD Samora Correia         | 4:2       | Ourique DC                         |
| GD Vialonga               | 0:2       | SL Olivais                         |
| GDR Bidoeirense           | 1:0       | CD Tondela                         |
| CDC Montalegre            | 3:0       | SL Nelas                           |
| Real SC Queluz            | 3:2       | Lusitano VRSA                      |
| SC Ideal                  | 1:2       | GD Gonçalo Velho                   |
| UD Santarém               | 0:2       | Atlético Riachense                 |
| UD Rio Maior              | 3:5       | FC Cesarense                       |
| UD Pinhelenses            | 2:1       | GD São Roque                       |
| UD Valonguense            | 2:0       | Ermesinde SC                       |
| UD Vilafranquense         | 5:0       | CF Santa Iria                      |
| Vieira SC                 | 6:1       | GD Bairro Misericórdia             |
| Vasco da Gama AC          | 1:0       | Almada AC                          |
| UD Mourisquense           | 1:2       | GDRC Orvalho                       |
| UD Messinense             | 2:3       | Odivelas FC                        |
| Sporting Pombal           | 2:1       | GD Mealhada                        |
| SC Maria da Fonte         | 4:0       | AD São Pedro da Cova               |
| SC Lamego                 | 2:2 n. V. | Vilanovense FC                     |
| SC Praiense               | 1:0       | CD Vila Franca                     |
| SC São João de Ver        | 6:0       | UD Belmonte                        |
| Sertanense FC             | 2:2 n. V. | GD Coruchense                      |
| SC Vila Pouca             | 0:2       | SC Castêlo da Maia                 |
| GD Nazarenos              | 0:0 n. V. | SC Penalva Castelo                 |
| GD Lagoa                  | 2:1       | Sport União Sintrense              |
| Caçadores Taipas          | 0:0 n. V. | SC Rio Tinto                       |
| CA Macedo de Cavaleiros   | 1:3       | SC Dragões Sandinenses             |
| Anadia FC                 | 2:1       | AD Castelo de Vide                 |
| CD Cinfães                | 4:0       | FC Carrazeda Ansiães               |
| CD Gouveia                | 1:2       | AD Fazendense                      |
| CD Olivais e Moscavide    | 4:0       | Juventude Terrugem                 |
| CD Maximinense            | 2:1       | ACRD Ambos os Rios                 |
| Amora FC                  | 3:1       | SC Bencatelense                    |
| GD Alcaravela             | 1:0       | CCR Alqueidão Serra                |
| AD São Vicente            | 1:0       | 1º de Maio Funchal                 |
| AC Malveira               | 3:2       | GS Loures                          |
| AC Alcanenense            | 2:1       | AC Marinhense                      |
| AD Fafe                   | 5:1       | Pedrouços AC                       |
| AD Portomosense           | 3:1       | ADC Lobão                          |
| Águia CD                  | 1:2       | União Santiago do Cacém            |
| ADC Santa Marta Penaguião | 1:0       | GD Serzedelo                       |
| CF Caniçal                | 0:1       | SG Sacavenense                     |
| CF Esperança Lagos        | 4:0       | Atlético Reguengos                 |
| GD Águias Camarate        | 2:1       | Louletano DC                       |
| CF Benfica                | 5:0       | SC Santacruzense                   |
| Fiães SC                  | 4:0       | SC Mirandela                       |
| GD Alcochetense           | 5:3       | CD Ribeira Brava                   |
| GD Benavente              | 3:0       | CD Fátima                          |
| GD Joane                  | 4:0       | Aliados FC Lordelo                 |
| GD Boticas                | 3:3 n. V. | USC Paredes                        |
| FC Serpa                  | 0:4       | Palmelense FC                      |
| FC Oliveira Hospital      | 2:0       | GD Sourense                        |
| Fayal SC                  | 0:2       | Mira Mar SC                        |
| CRD Santaluziense         | 1:0       | União Futebol Comércio e Indústria |
| CF Marialvas              | 1:4       | CD Arrifanense                     |
| GDR Alpalhoense           | 2:4       | SC Freamunde                       |
| FC Amares                 | 1:0       | SC Senhora da Hora                 |
| FC Madalena               | 4:0       | SC Barreiro                        |
| FC Castrense              | 3:1       | CD Portosantense                   |
| AA Avanca                 | 2:0       | SCE Bombarralense                  |

### Wiederholungsspiele
|                    | Ergebnis              |                  |
| ------------------ | --------------------- | ---------------- |
| Vilanovense FC     | 1:2                   | SC Lamego        |
| GD Coruchense      | 2:0                   | Sertanense FC    |
| Canelas Gaia FC    | 0:1                   | Juventude Ronfe  |
| GD Bragança        | 1:1 n. V. (4:5 i. E.) | Pevidém SC       |
| USC Paredes        | 2:0                   | GD Boticas       |
| SC Penalva Castelo | 2:0                   | GD Nazarenos     |
| SC Rio Tinto       | 2:1                   | Caçadores Taipas |

## 2. Runde
Zu den 71 qualifizierten Teams aus der 1. Runde kamen 54 Vereine aus der drittklassigen Segunda Divisão B hinzu.

Freilos: GD Gonçalo Velho
|                           | Ergebnis  |                          |
| ------------------------- | --------- | ------------------------ |
| Juventude Évora           | 3:1       | UD Vilafranquense        |
| Imortal DC                | 7:0       | GD Águias Camarate       |
| Juventude Ronfe           | 3:2       | FC Tirsense              |
| Leixões SC                | 7:0       | FC Amares                |
| Lusitano GC Évora         | 0:4       | AD Machico               |
| Lusitânia Lourosa         | 1:3       | AD Lousada               |
| GD Sesimbra               | 0:4       | Estrela Vendas Novas     |
| GD Samora Correia         | 3:4       | Fiães SC                 |
| GD Joane                  | 1:3       | SC Valenciano            |
| GD Coruchense             | 0:2       | AA Avanca                |
| GD Lagoa                  | 3:0       | Real SC Queluz           |
| GD Mangualde              | 4:0       | Sporting Pombal          |
| Pevidém SC                | 2:1       | SC Rio Tinto             |
| GD Pescadores             | 5:1       | União Santiago do Cacém  |
| Neves FC                  | 1:3       | SC Dragões Sandinenses   |
| Odivelas FC               | 0:4       | SL Olivais               |
| SC Vila Real              | 3:1       | GDRC Os Sandinenses      |
| SC Praiense               | 2:1       | FC Castrense             |
| UD Valonguense            | 2:1       | SC Esmoriz               |
| USC Paredes               | 0:3       | SC Freamunde             |
| Vieira SC                 | 0:1       | GRCD Favaios             |
| Vasco da Gama AC          | 7:1       | FC Madalena              |
| SC Lusitânia              | 3:2       | SG Sacavenense           |
| SC Lamego                 | 2:0       | SC Penalva Castelo       |
| CD Operário               | 3:2       | CD Olivais e Moscavide   |
| Oliveira do Bairro SC     | 1:1 n. V. | Atlético Riachense       |
| Clube Oriental de Lisboa  | 3:1       | CRD Santaluziense        |
| Palmelense FC             | 1:2       | CF Esperança Lagos       |
| SC Covilhã                | 1:2       | SL Fanhões               |
| Portimonense SC           | 1:1 n. V. | CSD Câmara de Lobos      |
| GD Benavente              | 2:5       | Anadia FC                |
| GD Alcochetense           | 0:1       | União de Montemor        |
| AD Ovarense               | 2:1       | SC São João de Ver       |
| AD Guarda                 | 2:4       | SC Lourinhanense         |
| AD Portomosense           | 6:2       | GD Alcaravela            |
| AD Sanjoanense            | 2:4       | UD Oliveirense           |
| Amora FC                  | 3:1       | Mira Mar SC              |
| ADC Santa Marta Penaguião | 1:2       | SC Castêlo da Maia       |
| AD Fazendense             | 2:3       | Naval 1º de Maio         |
| AD Fafe                   | 1:2       | FC Vizela                |
| AC Alcanenense            | 4:0       | CD Alcains               |
| Associação Beneditense CD | 3:1       | FC Oliveira Hospital     |
| AC Malveira               | 2:4       | SC Olhanense             |
| AD Camacha                | 3:1       | CD Beja                  |
| AD Esposende              | 3:1       | Gondomar SC              |
| Atlético CP               | 0:0 n. V. | FC Barreirense           |
| Caldas SC                 | 0:1       | Benfica e Castelo Branco |
| FC Infesta                | 3:1       | GD Ribeirão              |
| FC Cesarense              | 0:1       | CD Cinfães               |
| FC Lixa                   | 1:0       | SC Vianense              |
| FC Marco                  | 0:0 n. V. | FC Famalicão             |
| CF Benfica                | 6:0       | Juventude Lajense        |
| CD Maximinense            | 1:3       | CD Trofense              |
| O Elvas CAD               | 2:0       | Atlético Cucujães        |
| CD Arrifanense            | 4:0       | GDRC Orvalho             |
| Casa Pia AC               | 1:1 n. V. | FC Seixal                |
| CD Estarreja              | 1:0       | GDR Bidoeirense          |
| CD Santa Clara            | 4:0       | AD São Vicente           |
| União de Coimbra          | 3:1       | UD Pinhelenses           |
| CD Torres Novas           | 1:2       | SC Estela Portalegre     |
| CA Mirandense             | 1:0       | GD Peniche               |
| CDC Montalegre            | 4:1       | SC Maria da Fonte        |

### Wiederholungsspiele
|                     | Ergebnis              |                       |
| ------------------- | --------------------- | --------------------- |
| CSD Câmara de Lobos | 1:1 n. V. (5:4 i. E.) | Portimonense SC       |
| Atlético Riachense  | 1:0                   | Oliveira do Bairro SC |
| FC Famalicão        | 1:2                   | FC Marco              |
| FC Seixal           | 2:1                   | Casa Pia AC           |
| FC Barreirense      | 0:1                   | Atlético CP           |

## 3. Runde
Qualifiziert waren die 63 Teams aus der 2. Runde und die 18 Vereine aus der zweitklassigen Segunda Divisão de Honra.

Freilos: CD Feirense
|                           | Ergebnis  |                       |
| ------------------------- | --------- | --------------------- |
| União de Coimbra          | 0:2       | Nacional Funchal      |
| União Madeira             | 2:2 n. V. | SC Castêlo da Maia    |
| CSD Câmara de Lobos       | 4:1       | SC Lusitânia          |
| Estrela Vendas Novas      | 2:1       | CDC Montalegre        |
| CD Estarreja              | 0:2       | Atlético CP           |
| Desportivo Aves           | 2:0       | GD Pescadores         |
| AD Ovarense               | 0:2       | CD Cinfães            |
| AD Portomosense           | 6:0       | GD Gonçalo Velho      |
| Benfica e Castelo Branco  | 2:3       | SC Olhanense          |
| FC Felgueiras             | 1:0       | Juventude Ronfe       |
| FC Infesta                | 2:5       | União Lamas           |
| GD Mangualde              | 1:3       | SC Lourinhanense      |
| Gil Vicente FC            | 1:0       | FC Paços de Ferreira  |
| GRCD Favaios              | 0:3       | FC Vizela             |
| GD Estoril Praia          | 2:1       | AD Machico            |
| CF Benfica                | 4:1       | GD Lagoa              |
| FC Lixa                   | 2:0       | Pevidém SC            |
| FC Marco                  | 4:1       | Anadia FC             |
| FC Penafiel               | 3:0       | CF Esperança Lagos    |
| AD Lousada                | 1:3       | Amora FC              |
| AD Esposende              | 5:1       | Atlético Riachense    |
| Clube Oriental de Lisboa  | 5:3       | AC Alcanenense        |
| SC Beira-Mar              | 1:0       | SC Espinho            |
| SC Dragões Sandinenses    | 2:0       | FC Seixal             |
| CD Operário               | 1:3       | SL Fanhões            |
| Moreirense FC             | 1:1 n. V. | FC Maia               |
| União de Montemor         | 2:1       | Académico de Viseu FC |
| Juventude Évora           | 2:1       | CD Trofense           |
| Leixões SC                | 1:3       | CD Santa Clara        |
| SC Estela Portalegre      | 2:1       | Fiães SC              |
| SC Freamunde              | 5:1       | CD Arrifanense        |
| UD Valonguense            | 4:1       | O Elvas CAD           |
| AA Avanca                 | 2:3       | Imortal DC            |
| Associação Beneditense CD | 1:0       | SC Lamego             |
| SL Olivais                | 0:3       | União Leiria          |
| SC União Torreense        | 0:1       | Naval 1º de Maio      |
| SC Praiense               | 4:2       | Vasco da Gama AC      |
| SC Valenciano             | 2:0       | CA Mirandense         |
| SC Vila Real              | 3:1       | UD Oliveirense        |
| FC Alverca                | 3:1       | AD Camacha            |

### Wiederholungsspiele
|                    | Ergebnis |               |
| ------------------ | -------- | ------------- |
| SC Castêlo da Maia | 3:2      | União Madeira |
| FC Maia            | 3:2      | Moreirense FC |

## 4. Runde
Zu den 41 qualifizierten Teams aus der 3. Runde kamen die 18 Vereine der Primera Divisão hinzu.

Freilos: FC Maia
|                      | Ergebnis  |                           |
| -------------------- | --------- | ------------------------- |
| Sporting Braga       | 2:1       | SC Salgueiros             |
| CSD Câmara de Lobos  | 3:3 n. V. | SC Vila Real              |
| Amora FC             | 0:1       | CD Feirense               |
| SC Estela Portalegre | 2:0 n. V. | Clube Oriental de Lisboa  |
| SC Castêlo da Maia   | 2:4 n. V. | SC Dragões Sandinenses    |
| Naval 1º de Maio     | 0:2       | FC Felgueiras             |
| Leça FC              | 6:1       | SL Fanhões                |
| SC Freamunde         | 5:0       | CF Benfica                |
| Benfica Lissabon     | 4:2       | SC Farense                |
| Vitória Guimarães    | 0:1       | Sporting Lissabon         |
| Varzim SC            | 4:2       | Vitória Setúbal           |
| Imortal DC           | 0:2       | União Leiria              |
| SC Praiense          | 1:4       | SC Olhanense              |
| SC Lourinhanense     | 0:0 n. V. | União de Montemor         |
| Gil Vicente FC       | 2:1       | CD Santa Clara            |
| CD Cinfães           | 1:2       | Estrela Vendas Novas      |
| Nacional Funchal     | 1:3       | Boavista Porto            |
| Desportivo Aves      | 1:0       | FC Lixa                   |
| Atlético CP          | 1:2       | SC Beira-Mar              |
| Académica de Coimbra | 1:3       | FC Penafiel               |
| AD Portomosense      | 2:1       | SC Valenciano             |
| Belenenses Lissabon  | 0:4       | GD Estoril Praia          |
| CF Estrela Amadora   | 0:1       | Marítimo Funchal          |
| FC Vizela            | 2:0       | Associação Beneditense CD |
| GD Chaves            | 6:5       | AD Esposende              |
| FC Porto             | 8:0       | UD Valonguense            |
| FC Marco             | 0:1       | Rio Ave FC                |
| União Lamas          | 2:1 n. V. | FC Alverca                |
| SC Campomaiorense    | 0:1       | Juventude Évora           |

### Wiederholungsspiele
|                   | Ergebnis |                     |
| ----------------- | -------- | ------------------- |
| SC Vila Real      | 2:1      | CSD Câmara de Lobos |
| União de Montemor | 1:0      | SC Lourinhanense    |

## 5. Runde
Qualifiziert waren die 30 Sieger der 4. Runde. Die Spiele fanden zwischen dem 15. November und 17. Dezember 1997 statt.
|                      | Ergebnis  |                        |
| -------------------- | --------- | ---------------------- |
| Sporting Lissabon    | 3:0 n. V. | Varzim SC              |
| Boavista Porto       | 4:0       | SC Olhanense           |
| Benfica Lissabon     | 3:0       | Rio Ave FC             |
| União de Montemor    | 0:0 n. V. | SC Vila Real           |
| SC Estela Portalegre | 0:1 n. V. | Leça FC                |
| União Leiria         | 3:0       | GD Chaves              |
| Gil Vicente FC       | 1:0       | SC Dragões Sandinenses |
| GD Estoril Praia     | 2:1       | Marítimo Funchal       |
| FC Felgueiras        | 1:1 n. V. | Sporting Braga         |
| Desportivo Aves      | 2:4 n. V. | SC Beira-Mar           |
| FC Maia              | 0:0 n. V. | CD Feirense            |
| FC Penafiel          | 2:1       | Estrela Vendas Novas   |
| FC Vizela            | 2:0       | União Lamas            |
| FC Porto             | 9:1       | Juventude Évora        |
| AD Portomosense      | 1:4       | SC Freamunde           |

### Wiederholungsspiele
|                | Ergebnis  |                   |
| -------------- | --------- | ----------------- |
| SC Vila Real   | 4:0       | União de Montemor |
| CD Feirense    | 2:3 n. V. | FC Maia           |
| Sporting Braga | 1:0       | FC Felgueiras     |

## Achtelfinale
Qualifiziert waren die 15 Sieger der 5. Runde. Die Spiele fanden am 13. und 14. Januar 1998 statt.

Freilos: União Leiria
|                  | Ergebnis  |                   |
| ---------------- | --------- | ----------------- |
| Benfica Lissabon | 1:0       | SC Beira-Mar      |
| SC Vila Real     | 0:3       | Boavista Porto    |
| Leça FC          | 0:2       | Sporting Lissabon |
| Gil Vicente FC   | 2:0       | GD Estoril Praia  |
| FC Penafiel      | 0:1       | Sporting Braga    |
| FC Vizela        | 0:2       | SC Freamunde      |
| FC Maia          | 4:5 n. V. | FC Porto          |

## Viertelfinale
Qualifiziert waren die 8 Sieger des Achtelfinals. Die Spiele fanden am 4. Februar 1998 statt.
|                | Ergebnis  |                   |
| -------------- | --------- | ----------------- |
| SC Freamunde   | 0:4       | FC Porto          |
| Sporting Braga | 3:1 n. V. | Sporting Lissabon |
| Gil Vicente FC | 1:1 n. V. | Benfica Lissabon  |
| Boavista Porto | 2:2 n. V. | União Leiria      |

### Wiederholungsspiele
|                  | Ergebnis  |                |
| ---------------- | --------- | -------------- |
| Benfica Lissabon | 1:0       | Gil Vicente FC |
| União Leiria     | 3:1 n. V. | Boavista Porto |

## Halbfinale
Die Spiele fanden am 24. Februar 1998 statt.
|                | Ergebnis  |                  |
| -------------- | --------- | ---------------- |
| União Leiria   | 2:3 n. V. | FC Porto         |
| Sporting Braga | 2:1       | Benfica Lissabon |

## Finale
| Paarung        | FC Porto – Sporting Braga |
| Ergebnis       | 3:1 (2:0) |
| Datum          | 24. Mai 1998 um 17:00 Uhr |
| Stadion        | Estádio Nacional, Oeiras |
| Schiedsrichter | Jorge Coroado |
| Tore           | 1:0 Aloísio Pires Alves (16.) 2:0 Mário Jardel (24.) 2:1 Sílvio (48.) 3:1 Artur Oliveira (90.) |
| FC Porto       | Rui Correia – Carlos Secretário, Aloísio Pires Alves , João Manuel Pinto, Daniel Kenedy – Paulinho Santos, Doriva, Sérgio Conceição (85. Nuno Capucho), Zlatko Zahovič (65. Jorge Costa) – Ljubinko Drulović, Mário Jardel (75. Artur Oliveira) Cheftrainer: António Oliveira |
| Sporting Braga | Quim – Zé Nuno Azevedo, Artur Jorge (53. Carlitos), Sérgio Abreu, Paulo Lino – Jordão, Mozer, Srđan Bajčetić, António Formoso (53. Bruno) – Mladen Karoglan, Sílvio (83. Dmitri Prokopenko) Cheftrainer: Alberto Argibay ( Spanien)                                           |
| Gelbe Karten   | Zlatko Zahović, Aloísio Pires Alves, Jorge Costa, Daniel Kenedy, Doriva, Artur Oliveira – Sílvio, Artur Jorge, Mozer, Mladen Karoglan, Paulo Lino |
| Platzverweise  | João Manuel Pinto (62.) – keine |